# Roger Vadim
Roger Vadim, eg. Roger Vladimir Plemiannikov, född 26 januari 1928 i Paris, Frankrike, död 11 februari 2000 i Paris, var en fransk filmregissör.

## Biografi
Vadim, som var av ukrainsk-franskt och delvis aristokratiskt ursprung, stod på scen från 16 års ålder. Han var lärling hos regissören Marc Allégret 1947-1955 och arbetade som journalist för tidskriften Paris Match 1953-1955 samtidigt som han regisserade ett antal TV-program.
Han gjorde en sensationell debut som långfilmsregissör 1956 med filmen Och Gud skapade kvinnan, en vågad erotisk film där han lanserade sin unga hustru, Brigitte Bardot.
Vadim räknas som en av Frankrikes genom tiderna skickligaste regissörer med ett öga för visuell vräkighet och dekorativ elegans. Hans namn förknippas ofta med den fransk "nya vågen", men i själva verket var han en skicklig regissör i de mest kommersiella genrer som skräckfilm (Blod och rosor, 1960) eller science-fiction (Barbarella, 1967) samt kostymfilmer i högreståndsmiljöer som Farliga förbindelser (1959), Slott i Sverige och Rovet (båda 1964).
Vadim var också känd för sina många äktenskap och älskarinnor. Han var gift med:
1. 1952-1957 Brigitte Bardot
2. 1958-1960 Annette Strøyberg
3. 1965-1973 Jane Fonda
4. 1975-1977 Catherine Schneider
5. 1990-2000 Marie-Christine Barrault

Dessutom fick han dottern Nathalie med Annette Strøyberg, sonen Christian med skådespelerskan Catherine Deneuve, dottern Vanessa med Jane Fonda och sonen Vania med Catherine Schneider.

## Filmografi (urval)
- 1956 – Och Gud skapade kvinnan...
- 1957 – Drama i Venedig
- 1959 – Farliga förbindelser
- 1960 – Blod och rosor
- 1963 – Château en Suède
- 1964 – Kärlekskarusellen
- 1966 – Rovet
- 1967 – Barbarella
- 1973 – Don Juan
- 1974 – La Jeune fille assassinée
- 1982 – Surprise Party

## Svenska översättningar
- Svulten ängel (L'ange affamé) (översättning Katja Waldén, Norstedt, 1984)
- Bardot, Deneuve & Fonda (Bardot, Deneuve & Fonda) (översättning Karin Malmsjö, fackgranskning och filmografi Gösta Werner, Norstedt, 1986)